# Варбола
Варбола (ест. Varbola) — село в Естонії, у волості Мяр'ямаа повіту Рапламаа.

## Населення
Відповідно до перепису населення 2011 року, чисельність населення становила 249 осіб.
За переписом населення 2021 року в селі проживало 226 осіб.